# Catamarcaiidae
Catamarcaiidae zijn een uitgestorven familie van tweekleppigen uit de orde Arcoida.